# Altavoz piezoeléctrico
El altavoz piezoeléctrico es un tipo de altavoz basado en la propiedades de los cristales piezoeléctricos (poliéster o cerámica), que se deforman cuando se les aplica una tensión entre sus caras y que actuando como transductor electroacústico es  utilizado para la reproducción de sonido.
Si se une a una de sus caras un cono abocinado, éste sufrirá desplazamientos capaces de producir una presión oscilante dentro de un rango de frecuencia audible, es decir, baja frecuencia.
Estos altavoces son sencillos, baratos y capaces de radiar con muy poca potencia eléctrica.
Aunque su respuesta es óptima a la hora de reproducir altas frecuencias, resultan incapaces de reproducir rangos de baja frecuencia.